# Cabo Tamar (Malvinas)
El cabo Tamar se encuentra en la costa norte de la Isla de Borbón del archipiélago de las Malvinas que según la Organización de las Naciones Unidas (ONU), está en litigio de soberanía entre el Reino Unido, quien la administra como parte del territorio británico de ultramar de las Malvinas, y la Argentina, quien reclama su devolución, y la integra en el departamento Islas del Atlántico Sur de la provincia de Tierra del Fuego, Antártida e Islas del Atlántico Sur.
Este cabo se ubica al este de la punta Naufragio y de la bahía Elefante Marino en cuyo fondo se encuentra el asentamiento de puerto Calderón, donde se desarrollaron acciones bélicas durante la guerra de las Malvinas de 1982.
El extremo norte de este accidente geográfico es uno de los puntos que determinan las líneas de base de la República Argentina, a partir de las cuales se miden los espacios marítimos que rodean al archipiélago.
Por su nombre similar, no se debe confundir con la punta Tamar, que se encuentra en sus cercanías, en el norte de la isla Gran Malvina.